# Jüdischer Friedhof (Nieder-Ohmen)

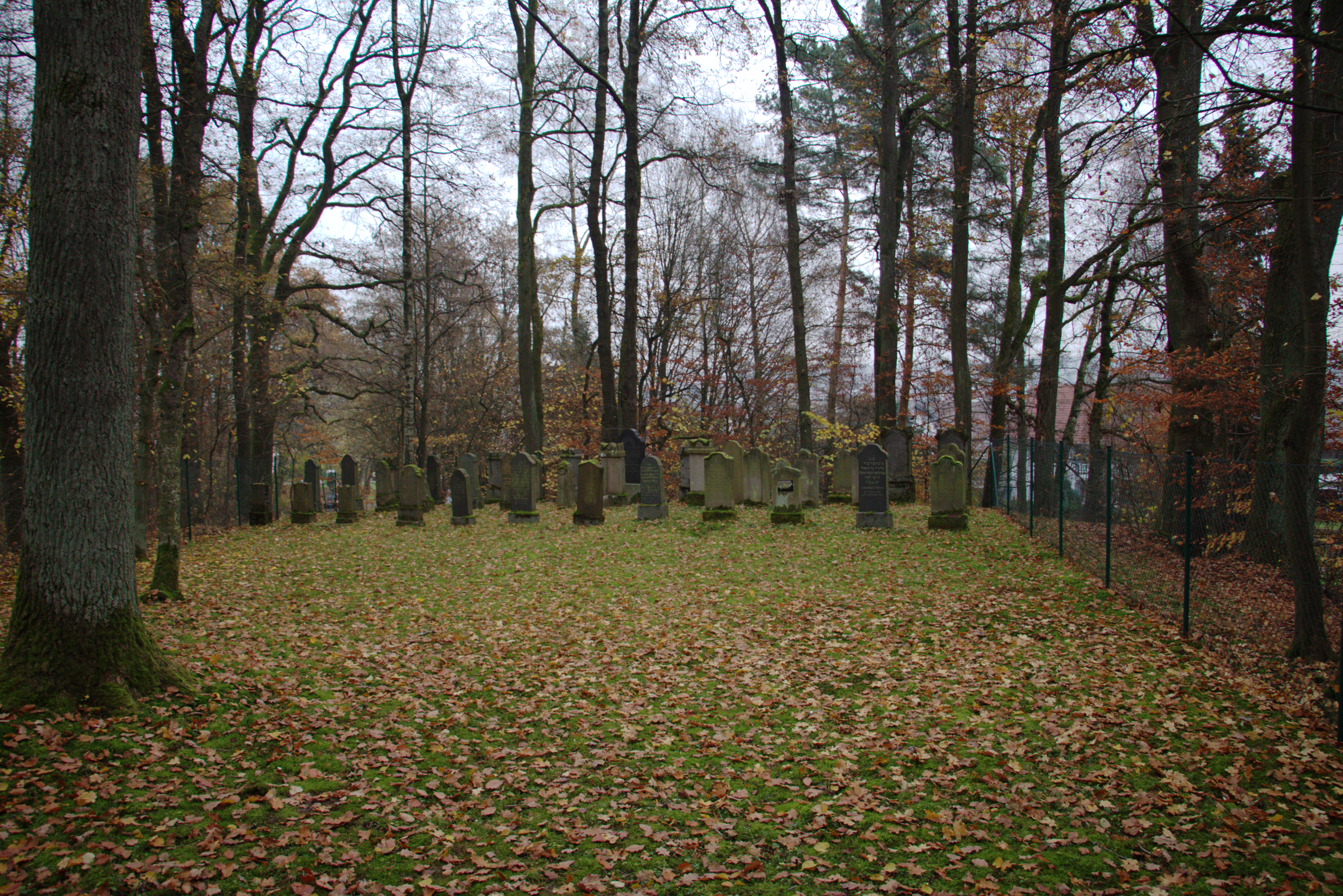
Jüdische Friedhof in Nieder-Ohmen

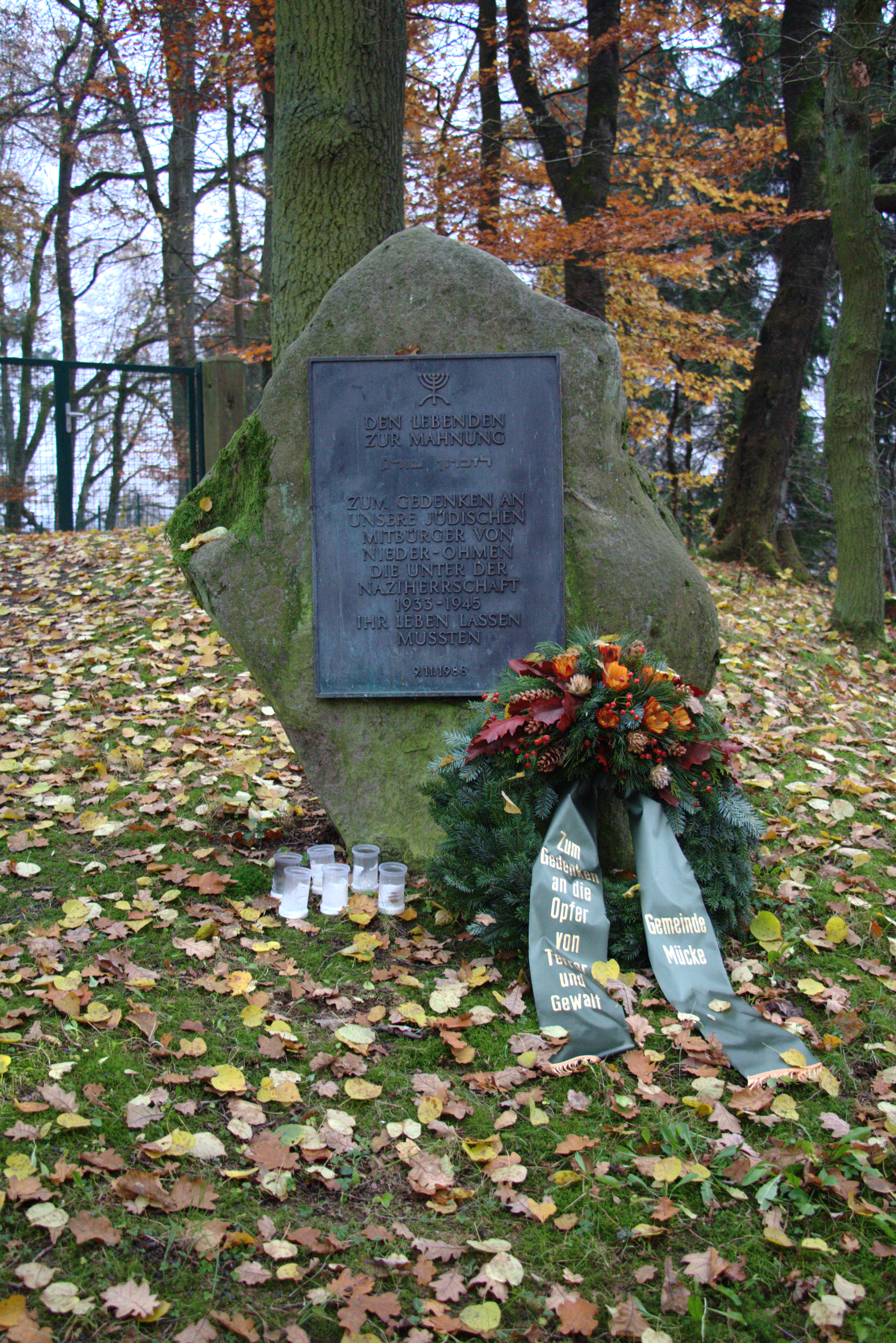
Gedenkstein

Der Jüdische Friedhof in Nieder-Ohmen, einem Ortsteil der Gemeinde Mücke im mittelhessischen Vogelsbergkreis, wurde 1889 angelegt. Der jüdische Friedhof ist ein geschütztes Kulturdenkmal.
Auf dem Friedhof befinden sich noch circa 60 Grabsteine, der älteste datiert aus dem Jahr 1902.
Vor dem Eingang des Friedhofs befindet sich eine Gedenktafel, die an die Opfer des Holocaust erinnert.